# Paritat C
En física, la C paritat o paritat de càrrega és un nombre quàntic multiplicatiu associat al comportament d'una partícula sota l'operació de simetria de conjugació de càrrega, és a dir sota l'operació de canvi de tots els seus nombres quàntics pels de la seva antipartícula.

## Formalisme
Definim l'operació {\displaystyle {\mathcal {C}}} que transforma una partícula en la seva antipartícula:
{\displaystyle {\mathcal {C}}\,|\psi \rangle =|{\bar {\psi }}\rangle .}
Els dos estats han de ser normalitzables, de manera queː
{\displaystyle 1=\langle \psi |\psi \rangle =\langle {\bar {\psi }}|{\bar {\psi }}\rangle =\langle \psi |{\mathcal {C}}^{\dagger }{\mathcal {C}}|\psi \rangle ,}
implicant que {\displaystyle {\mathcal {C}}} és una matriu unitària:
{\displaystyle {\mathcal {C}}{\mathcal {C}}^{\dagger }=\mathbf {1} .}
Actuant dos cops sobre la partícula amb l'operador {\displaystyle {\mathcal {C}}} obtenim la partícula mateixaː
{\displaystyle {\mathcal {C}}^{2}|\psi \rangle ={\mathcal {C}}|{\bar {\psi }}\rangle =|\psi \rangle ,}
se'n dedueix que {\displaystyle {\mathcal {C}}^{2}=\mathbf {1} }, és a dirː {\displaystyle {\mathcal {C}}={\mathcal {C}}^{-1}}, i per tantː
{\displaystyle {\mathcal {C}}={\mathcal {C}}^{\dagger },}
implicant que l'operador de conjugació de càrrega és hermític i, per tant, una quantitat físicament observable.

### Valors propis
Els valors propis de la conjugació de càrrega sónː
{\displaystyle {\mathcal {C}}\,|\psi \rangle =\eta _{C}\,|{\psi }\rangle }.
Tal com succeeix amb les transformacions de paritat, aplicant-hi {\displaystyle {\mathcal {C}}} dos cops ha de deixar inalterat l'estat de la partículaː
{\displaystyle {\mathcal {C}}^{2}|\psi \rangle =\eta _{C}{\mathcal {C}}|{\psi }\rangle =\eta _{C}^{2}|\psi \rangle =|\psi \rangle }
fet que permet únicament els valors propisː {\displaystyle \eta _{C}=\pm 1}, anomenats paritat-C o paritat de càrrega de la partícula.

### Estats propis
Els únics estats propis de paritat de càrrega són aquells per als que {\displaystyle {\mathcal {C}}|\psi \rangle } i {\displaystyle |\psi \rangle } tenen exactament les mateixes càrregues quàntiques. Per tant, només els sistemes realment neutres – amb totes les càrregues quàntiques i moment magnètic nuls, com el fotó i estats lligats fonamentals de partícula-antipartícula (com el pió neutre, el mesó η o el positroni) – són estats propis de paritat de càrrega.

## Sistemes de multipartícules
Per a un sistema de partícules lliures, la paritat-C és el producte de paritats C de cada partícula.
Per al cas d'un estat lligat de bosons apareix una component addicional deguda al seu moment angular orbital. Per exemple, per a un estat lligat de dos pions π+π− de moment orbital L, intercanviant π+ i π− resulta en una inversió del seu vector de posició relativa, una transformació idèntica a una operació de paritat. Sota aquesta operació, la part angular de la funció d'ona espacial contribueix amb un factor de fase de (−1)L, on L és el nombre quàntic associat amb el moment angular Lː
{\displaystyle {\mathcal {C}}\,|\pi ^{+}\,\pi ^{-}\rangle =(-1)^{L}\,|\pi ^{+}\,\pi ^{-}\rangle }.
Per al cas d'un sistema de dos fermions, dos factors extres apareixen: l'un prové de la part d'espín de la funció d'ona i l'altre del canvi d'un fermió pel seu antifermió.
{\displaystyle {\mathcal {C}}\,|f\,{\bar {f}}\rangle =(-1)^{L}(-1)^{S+1}(-1)\,|f\,{\bar {f}}\rangle =(-1)^{L+S}\,|f\,{\bar {f}}\rangle }
Els estats lligats poden ser descrits amb la notació espectroscòpica, 2S+1LJ, on S és el nombre quàntic de l'espín total, L el nombre quàntic del moment orbital i J el nombre quàntic del moment angular total.
Exemple: Per al positroni (estat lligat electró-positró, similar a un àtom d'hidrogen) el parapositroni i ortopositroni corresponen als estats ¹S0 i 3S1.
- Per a S = 0, els espíns són anti-paral·lels, i amb S = 1 són paral·lels. Això dona una multiplicitat (2S+1) d'1 o 3, respectivament
- El nombre quàntic del moment angular orbital total és L = 0 (estat S, en notació espectroscòpica)
- El nombre quàntic del moment angular total és J = 0, 1
- La seva paritat-C ésː ηC = (−1)L+S = +1, −1, respectivament. Donat que la paritat de càrrega és conservada, l'anihilació d'aquests estats en fotons (ηC(γ) = −1) ha de ser:

¹S0 → γ + γ : ηC: +1 = (−1) × (−1)
3S1 → γ + γ + γ : ηC: −1 = (−1) × (−1) × (−1)

## Proves experimentals de conservació de la paritat C
Les interaccions fortes i electromagnètiques conserven la paritat C, però no la interacció feble. S'ha cercat la violació de la conjugació de càrrega als següents processosː
- {\displaystyle \pi ^{0}\rightarrow 3\gamma }ː Com que el pió neutre ({\displaystyle \pi ^{0}}) decau en dos fotons,γ+γ, inferim que el pió téː {\displaystyle \eta _{C}=(-1)^{2}=1}. Com que cada γ addicional introdueix un factor de -1 a la paritat-C global del pió, la desintegració en 3γ viola la conservació de la paritat C.[1]

- {\displaystyle \eta \rightarrow \pi ^{+}\pi ^{-}\pi ^{0}}ː Desintegració del mesó eta.[2]

- Anihilacions{\displaystyle p{\bar {p}}}[3]